# Polygala gabrielae
Polygala gabrielae är en jungfrulinsväxtart som beskrevs av Karel Domin. Polygala gabrielae ingår i släktet jungfrulinssläktet, och familjen jungfrulinsväxter. Inga underarter finns listade i Catalogue of Life.